# Natasha Kai
Natasha Kanani Janine Kai (ur. 22 maja 1983 w Kahuku) – hawajska piłkarka, grająca obecnie w drużynie Sky Blue FC oraz amerykańskiej drużynie narodowej kobiet. Gra na pozycji napastnika.

## Kariera sportowa
Strzeliła zwycięskiego gola w meczu z Kanadą w dogrywce w czasie ćwierćfinałów, co pozwoliło jej drużynie na granie o medal. W ten sposób zdobyła w 2008 roku na olimpiadzie w Pekinie złoty medal. Grała również w 2007 w Kobiecym Pucharze FIFA w Chinach.
Powołana do reprezentacji narodowej w lutym 2006. W 2009 asystowała przy golu, który zapewnił zwycięstwo jej drużynie w Kobiecym Pucharze Profesjonalnej Piłki Nożnej (WPS Championship).
W 2009 zagrała 16 z 18 meczów dla Sky Blue FC. Zdobyła 6 goli oraz asystowała przy jednym, co zagwarantowało jej tytuł najskuteczniejszej zawodniczki drużyny.
Swój pierwszy gol dla reprezentacji zdobyła w meczu z Danią w marcu 2006.

## Życie prywatne
Jest wyoutowaną lesbijką – w swoim wywiadzie dla NBC.com opowiadała jak rozstanie z dziewczyną o mało nie uniemożliwiło jej wejścia do reprezentacji.